# Galicia de Aragua
Galicia de Aragua – klub piłkarski z Wenezueli, 4-krotny mistrz kraju.

## Osiągnięcia
- Mistrz Wenezueli (4): 1964, 1969, 1970, 1974
- Wicemistrz Wenezueli (6): 1966, 1967, 1972, 1975, 1978, 1979

## Historia
Klub został założony w 1960 roku w Caracas pod nazwą Fútbol Club Deportivo Galicia. W 2005 został przeniesiony do Maracay w stanie Aragua, gdzie zmienił nazwę na Galicia de Aragua.